# Adelaide av Riedenburg
 Adelaide av Riedenburg, var en ungersk drottning, gift med kung Stefan II av Ungern. Hon var dotter till Stefan av Riedenburg, Borggreve av Regensburg.